# 帕克西岛
帕克西岛（希臘語：Παξοί），是希腊西部伊奥尼亚群岛七个主岛中最小的岛屿。岛屿面积为25.3平方公里，2021年人口数量约为2,500人。岛上最大的村庄为耶奥斯。行政上该岛隶属于伊奧尼亞群島大區克基拉专区的帕克西市镇。除此岛外，该市镇还包括周边的一些小岛。
在希腊神话中，波塞冬为使其妻子安菲特里忒获得一些宁静，用他的三叉戟击打科孚岛，从而产生帕克西岛。

## 历史
虽然该岛可能在史前就有居民，但腓尼基人一般被认为是帕克西最早的居民。岛名被认为来自腓尼基语的，意为梯形。
公元前2世纪后，罗马人统治该岛，拜占庭及中世纪时，该岛一直遭受海盗袭击。在经历过数名十字军统治者之后，该岛于14世纪末为威尼斯共和国所占。
拿破仑战争期间，伊奧尼亞群島为法国及俄罗斯-土耳其的联盟所得。1814年2月13日，帕克西岛向英国皇家海军巡防艦阿波罗号（1805年舰艇）投降。1815年，英国建立了伊奥尼亚群岛合众国。1864年，与七岛一起，帕克西岛被转予希腊。

## 交通
该岛无机场。主要通过海运与外界联系，距离希腊大陆的伊古迈尼察的航程为1.5小时。

## 人文
该岛居民使用的希腊语方言受意大利语影响较大。